# Ligue portugaise de football professionnel
La Ligue portugaise de football professionnel (LPFP - Liga Portuguesa de Futebol Profissional) rassemble les clubs portugais à statut professionnel. Elle organise les championnats portugais de première et de deuxième division, ainsi que la Coupe de la Ligue.

## Liste des présidents
| N° | Nom                       | Période   |
| -- | ------------------------- | --------- |
| 1  | João Aranha               | 1978-1980 |
| 2  | Lito Gomes de Almeida     | 1980-1989 |
| 3  | Valentim Loureiro         | 1989-1994 |
| 4  | Manuel Damásio            | 1994-1995 |
| 5  | Jorge Nuno Pinto da Costa | 1995-1996 |
| 6  | Valentim Loureiro         | 1996-2006 |
| 7  | Hermínio Loureiro         | 2006-2010 |
| 8  | Fernando Gomes            | 2010-2012 |
| 9  | Mário Figueiredo          | 2012-2014 |
| 10 | Luís Duque                | 2014-2015 |
| 11 | Pedro Proença             | 2015-2025 |
| 12 | Reinaldo Teixeira         | 2025-     |